# Liste der iranischen Botschafter in Österreich

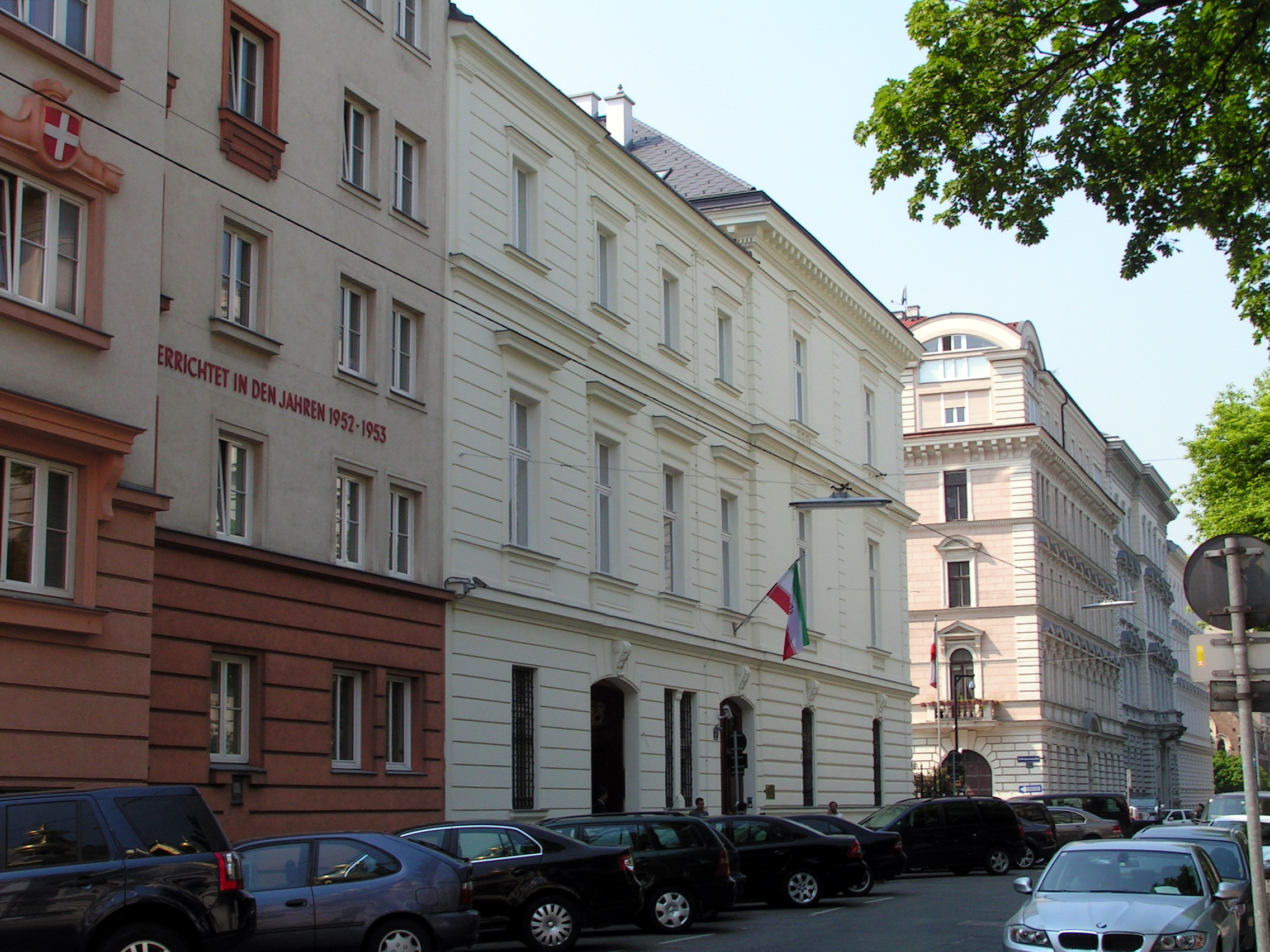
Iranische Botschaft, Wien-Landstraße, Jaurèsgasse

Diese Liste der iranischen Botschafter in Österreich ist eine Liste der persischen und iranischen Botschafter in Wien und zählt die Diplomaten des Kaisertums Persien und der Islamischen Republik Iran auf, die seit 1872 in Österreich wirkten und diplomatisch tätig waren.

## Botschafter
Die Aufzählung enthält die Ernennung, die Dauer des Wirkens, den Botschafter, dessen Akkreditierung und die Residenz, sowie die hohen Konsuln mit Datum der Exequatur. Auch unter welcher persischen bzw. iranischen und österreichischen Regierung der Botschafter wirkte, und wann er den Posten verließ ist der Tabelle zu entnehmen.
| Akkr.    | Exequ. | Name                                      | Bemerkungen                                                                                | ernannt von                             | akkr. bei         | Residenz | Posten verl. |
| -------- | ------ | ----------------------------------------- | ------------------------------------------------------------------------------------------ | --------------------------------------- | ----------------- | -------- | ------------ |
| 1872     |        | Mirza Malkam Khan                         |                                                                                            | Naser ad-Din Schah                      | Franz Joseph I.   | London   | 1878         |
|          | 1873   | Emanuel Goldberger de Buda                | Honorarkonsul (* 1829; † 29. September 1910 in Wien)                                       |                                         |                   | Wien     | 1877         |
|          | 1873   | Georges Chilaiditi                        | Vize-Honorarkonsul, Vater von Demetrius Chilaiditi, dem Namensgeber des Chilaiditisyndroms |                                         |                   | Wien     | 1905         |
| 1878     |        | Neriman Khan Mamigonian Ghawam-o-Saltaneh |                                                                                            | Naser ad-Din Schah                      | Franz Joseph I.   | Wien     | 1903         |
|          | 1878   | Mirza Hassan Khan Esfandiary              |                                                                                            |                                         |                   | Wien     | 1888         |
|          | 1880   | Artaky Khan Nevrous                       |                                                                                            |                                         |                   | Wien     | 1904         |
|          | 1882   | Victor Ritter Ofenheim von Ponteuxin      | Honorar-Generalkonsul, österreichischer Industrieller                                      |                                         |                   | Wien     | 1886         |
|          | 1886   | Georg Roth                                | Honorar-Generalkonsul                                                                      |                                         |                   | Wien     | 1905         |
|          | 1889   | Josef Thalberg                            | Honorarkonsul; (* 1838; † 8. Dezember 1902 in Wien)                                        |                                         |                   | Wien     |              |
| 1904     |        | Eshagh Khan Mofakhamed-Dovleh             |                                                                                            | Mozaffar ad-Din Schah                   | Franz Joseph I.   | Wien     | 1909         |
|          | 1904   | Mirza Hussein Khan Akhtar                 |                                                                                            |                                         |                   | Wien     | 1905         |
|          | 1904   | Habibollah Khan                           |                                                                                            |                                         |                   | Wien     | 1905         |
|          | 1905   | Khahraman Khan Nasar Agha                 |                                                                                            |                                         |                   | Wien     | 1925         |
|          | 1905   | Georges Chilaiditi                        | Honorar-Generalkonsul                                                                      |                                         |                   | Wien     | 1925         |
|          | 1905   | Gottlieb Kraus                            | Honorarkonsul                                                                              |                                         |                   | Wien     | 1920         |
| 1909     |        | Mirza Mustapha Khan Safa-ol-Mamalek       |                                                                                            | Ahmad Schah Kadschar                    | Franz Joseph I.   | Wien     | 1926         |
|          | 1909   | Mohammad Rais Khan                        |                                                                                            |                                         |                   | Wien     | 1919         |
|          | 1910   | Mirza Hussein Khan Akhatar                |                                                                                            |                                         |                   | Wien     | 1911         |
|          | 1913   | Abbas Khan Kadschar                       |                                                                                            |                                         |                   | Wien     |              |
|          | 1925   | Mohsen Khan Medhat                        |                                                                                            |                                         |                   | Wien     | 1926         |
|          | 1926   | Mostafa Khan Nabavi                       |                                                                                            |                                         |                   | Wien     |              |
| 1927     |        | Abolghassem Khan Amid                     |                                                                                            | Reza Schah Pahlavi                      | Ignaz Seipel      | Rom      | 1934         |
|          | 1928   | Albert Jossua                             | Honorar-Generalkonsul                                                                      |                                         |                   | Wien     | 1933         |
|          | 1933   | Josef Stein                               | Honorar-Generalkonsul                                                                      |                                         |                   | Wien     | 1938         |
| 1935     |        | Anuschiravan Khan Amid                    |                                                                                            | Reza Schah Pahlavi                      | Kurt Schuschnigg  | Rom      | 1938         |
|          | 1928   | Albert Jossua                             | Honorar-Generalkonsul                                                                      |                                         |                   | Wien     | 1933         |
|          | 1933   | Josef Stein                               | Honorar-Generalkonsul                                                                      |                                         |                   | Wien     | 1938         |
| 1949     |        | Abolghassem Forouhar                      |                                                                                            | Mohammad Reza Pahlavi                   | Leopold Figl      | Bern     | 1951         |
|          | 1949   | Ali Asghar Azizi                          | Kulturrat                                                                                  |                                         |                   | Wien     | 1963         |
| 1952     |        | Abdol Hossein Meykadeh                    | Geschäftsträger                                                                            | Mohammad Reza Pahlavi                   | Leopold Figl      | Bern     |              |
| 1953     |        | Mohammad Ali Homayundschah                |                                                                                            | Mohammad Reza Pahlavi                   | Julius Raab       | Bern     |              |
| 1954     |        | Abolghassem Forouhar                      |                                                                                            | Mohammad Reza Pahlavi                   | Julius Raab       | Bern     | 1956         |
| 1957     |        | Abdullah Forouhar                         |                                                                                            | Mohammad Reza Pahlavi                   | Julius Raab       | Wien     | 1958         |
|          | 1957   | Dschawad Foroughi                         |                                                                                            |                                         |                   | Wien     | 1958         |
| 1959     |        | Dschawad Ameri Mohamed Poursartip         |                                                                                            | Mohammad Reza Pahlavi                   | Julius Raab       | Wien     | 1960         |
|          | 1959   | Mohamed Poursartip                        |                                                                                            |                                         |                   | Wien     |              |
|          | 1960   | Assadollah Fahimi                         |                                                                                            |                                         |                   | Wien     | 1961         |
| 1961     |        | Mahmoud Mir Fakhrai                       |                                                                                            | Mohammad Reza Pahlavi                   | Alfons Gorbach    | Wien     | 1962         |
|          | 1962   | Massoud Moussawi                          |                                                                                            |                                         |                   | Wien     | 1979         |
|          | 1962   | Dschalal Salehi-Raschti                   |                                                                                            |                                         |                   | Wien     | 1979         |
| 1963     |        | Rahmat Atabaki                            |                                                                                            | Mohammad Reza Pahlavi                   | Alfons Gorbach    | Wien     | 1967         |
|          | 1963   | Ardaschir Nourazar                        |                                                                                            |                                         |                   | Wien     |              |
|          | 1963   | Feridun Valatabar                         |                                                                                            |                                         |                   | Wien     | 1965         |
|          | 1964   | Hossein Davoudi                           |                                                                                            |                                         |                   | Wien     | 1966         |
|          | 1964   | Bahram Buscheripur                        |                                                                                            |                                         |                   | Wien     | 1967         |
|          | 1965   | Ahmad Akhzar                              |                                                                                            |                                         |                   | Wien     | 1968         |
| 1968     |        | Amir Aslan Afschar                        |                                                                                            |                                         | Josef Klaus       | Wien     | 1969         |
|          | 1968   | Isamail Farboud                           |                                                                                            |                                         |                   | Wien     | 1971         |
|          | 1969   | Assad Foroud                              |                                                                                            |                                         |                   | Wien     | 1973         |
| 1970     |        | Mohssen Sadri                             |                                                                                            |                                         | Bruno Kreisky     | Wien     | 1974         |
|          | 1970   | Ahmad Talebsadeh                          |                                                                                            |                                         |                   | Wien     | 1973         |
|          | 1971   | Ali Asghar Bahrambegi                     |                                                                                            |                                         |                   | Wien     | 1974         |
|          | 1971   | Ebrahim Mahdawi                           | Kulturrat                                                                                  |                                         |                   | Wien     | 1974         |
| 1974     |        | Mostafa Namdar                            |                                                                                            |                                         | Bruno Kreisky     | Wien     | 1978         |
|          | 1975   | Parwis Nowin                              |                                                                                            |                                         |                   | Wien     | 1977         |
|          | 1975   | Kiumars Amir Hekmat                       |                                                                                            |                                         |                   | Wien     | 1977         |
|          | 1977   | Fatollah Nassiri                          |                                                                                            |                                         |                   | Wien     | 1979         |
|          | 1978   | Cyrus Samii                               |                                                                                            |                                         |                   | Wien     | 1979         |
| 1979     |        | Abbas Esfandiari                          |                                                                                            |                                         | Bruno Kreisky     | Wien     |              |
| 1980     |        | Mohammed Abed-Navandi                     | Geschäftsträger                                                                            | Abolhassan Banisadr; 1981 Ali Chamene’i | Bruno Kreisky     | Wien     |              |
|          | 1980   | Kosrow Asaripur                           |                                                                                            |                                         |                   | Wien     |              |
|          | 1981   | Hamid Sadighi                             |                                                                                            |                                         |                   | Wien     |              |
|          | 1981   | Abdolmadschid Rahimi                      |                                                                                            |                                         |                   | Wien     |              |
|          | 1981   | Abdolhossein Ansari                       |                                                                                            |                                         |                   | Wien     |              |
| Mai 1985 |        | Mehdi Ahari Mostafavi                     | (* 1953), war 2011 stellvertretender Außenminister                                         | Ali Chamene’i                           | Fred Sinowatz     | Wien     |              |
| 2006     |        | Seyed Mohsen Navabi                       |                                                                                            | Mahmud Ahmadinedschad                   | Wolfgang Schüssel | Wien     |              |
| 2011     |        | Ebrahim Sheibany                          |                                                                                            | Mahmud Ahmadinedschad                   | Werner Faymann    | Wien     |              |
|          |        | Abbas Bagherpour Ardekani                 |                                                                                            |                                         |                   |          |              |